# Karoline Weidt
Karoline Weidt (* 1995 in Bad Liebenwerda) ist eine deutsche Jazzmusikerin (Gesang, auch Piano, Vibraphon, Komposition).

## Leben und Wirken
Weidt sang bereits als Schülerin im Popchor Young Voices Brandenburg unter Leitung von Marc Secara, mit dem auch erste Tonträger und Videos entstanden. Ab 2013 studierte sie zunächst Gesangspädagogik, dann Jazzgesang an der Hochschule für Musik Carl Maria von Weber Dresden bei Céline Rudolph, Esther Kaiser sowie Matthias Bätzel. Als Mitglied des Bundesjazzorchesters (2018/2019) tourte sie durch die USA, Kanada und Israel.
2020 gründete Weidt in Dresden ihr eigenes Quartett, mit dem sie 2021 ihre Debüt-EP The Dream aufnahm, dessen Musik „schwerelos swingend zwischen Jazz und Pop“ scheine. 2023 folgte mit ihrem Quartett das Album Inviting, das die Kritik überzeugte.
Weiterhin sang Weidt in Victor Gellings Ensembles TPCM (Everything I Glue Together Falls Apart, 2020). Gemeinsam mit Kilian Sladek gründete sie in München das Duo aMUSE.

## Preise und Auszeichnungen
Weidt gewann mit ihrem Quartett 2021 den Ensemblewettbewerb der HfM Dresden und den #jazzlab-Preis des Festival da Jazz in St. Moritz; sie errang zudem den 3. Preis beim Jungen Münchner Jazzpreis 2021 und 2022 die Blue Note Poznań Competition. Mit Kilian Sladek teilte sie sich 2023 das Frühjahrsstipendium der Kulturstiftung Rhein-Neckar-Kreis. Gemeinsam mit Valentin Renner und Luca Zambito errang sie 2023 den von BMW und der Stadt München ausgelobten BMW Young Artist Jazz Award; die Jury bescheinigte ihr „Klarheit des Ausdrucks und das Augenmerk für die Details, die den Unterschied ausmachen.“

## Diskographische Hinweise
- Karoline Weidt Quartett Inviting (Double Moon Records 2023, mit Mikolaj Suchanek, Loreen Sima, Valentin Steinle sowie Kilian Sladek, Christopher Dell, Sebastian Studnitzky)